# Ključ (kommun)
Ključ är en kommun i Bosnien och Hercegovina.   Den ligger i entiteten Federationen Bosnien och Hercegovina, i den västra delen av landet, 150 km nordväst om huvudstaden Sarajevo.